# Stelis tricula
Stelis tricula är en orkidéart som beskrevs av Carlyle August Luer och Alexander Charles Hirtz. Stelis tricula ingår i släktet Stelis och familjen orkidéer. Inga underarter finns listade i Catalogue of Life.